# Aythya marila
El porrón bastardo (Aythya marila) es una especie de ave anseriforme de la familia  de los patos (Anatidae) que se distribuye por buena parte del hemisferio norte. Es un ave migratoria que cría en las regiones árticas y pasa el invierno en las costas y humedales de regiones templadas.

## Taxonomía
El porrón bastardo fue descrito científicamente por Carlos Linneo en 1761, en su obra Fauna Svecica (Fauna sueca), con el nombre de Anas marila. En 1822 fue trasladado como especie tipo al género Aythya, creado por Friedrich Boie. La etimología del nombre de su género, Aythya, procede del término griego αἴθυια (aithuia), un ave marina desconocida citada por Aristóteles. Su nombre específico marila procede de la palabra griega que significa ascua o ceniza de carbón.
El porrón bastardo tiene descritas dos subespecies:
- A. m. marila (Linnaeus, 1761) - Cría en el norte de Eurasia y migra a la costa atlántica de Europa occidental, la región mediterránea y el Caspio.
- A. m. nearctica Stejneger, 1885 - las vermiculaciones de su manto y escápulas están más marcadas;[7] cría en el norte de Asia y de América del Norte, pasa el invierno en Estados Unidos, el sudoeste de Canadá y las costas de China, Corea y Japón.

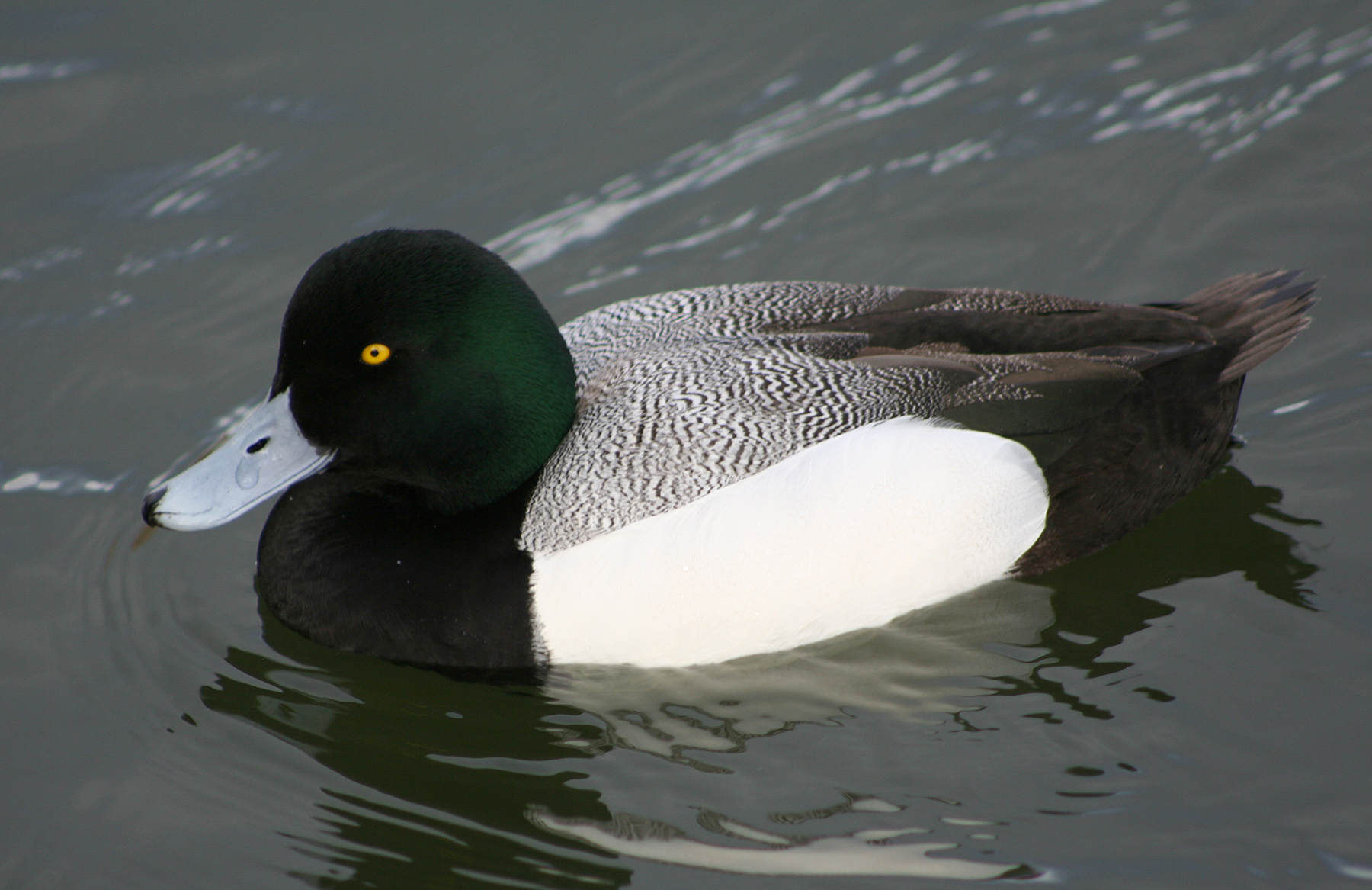
Macho de A. m. nearctica.

Su pariente más cercano es el porrón bola (A. affinis), de Norteamérica, con el que forma una superespecie.

## Descripción

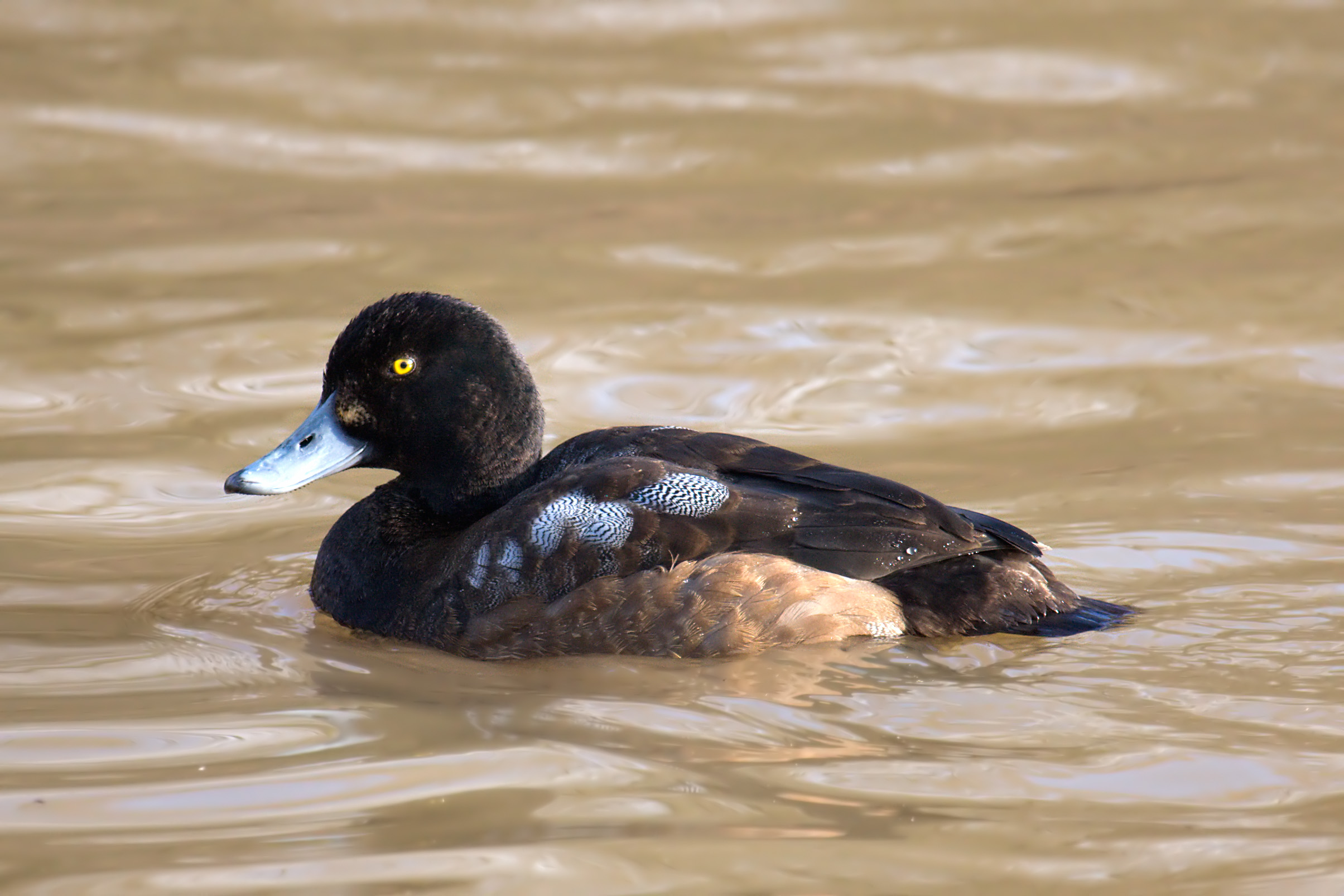
Macho en pleno cambio del plumaje de eclipse al reproductivo.

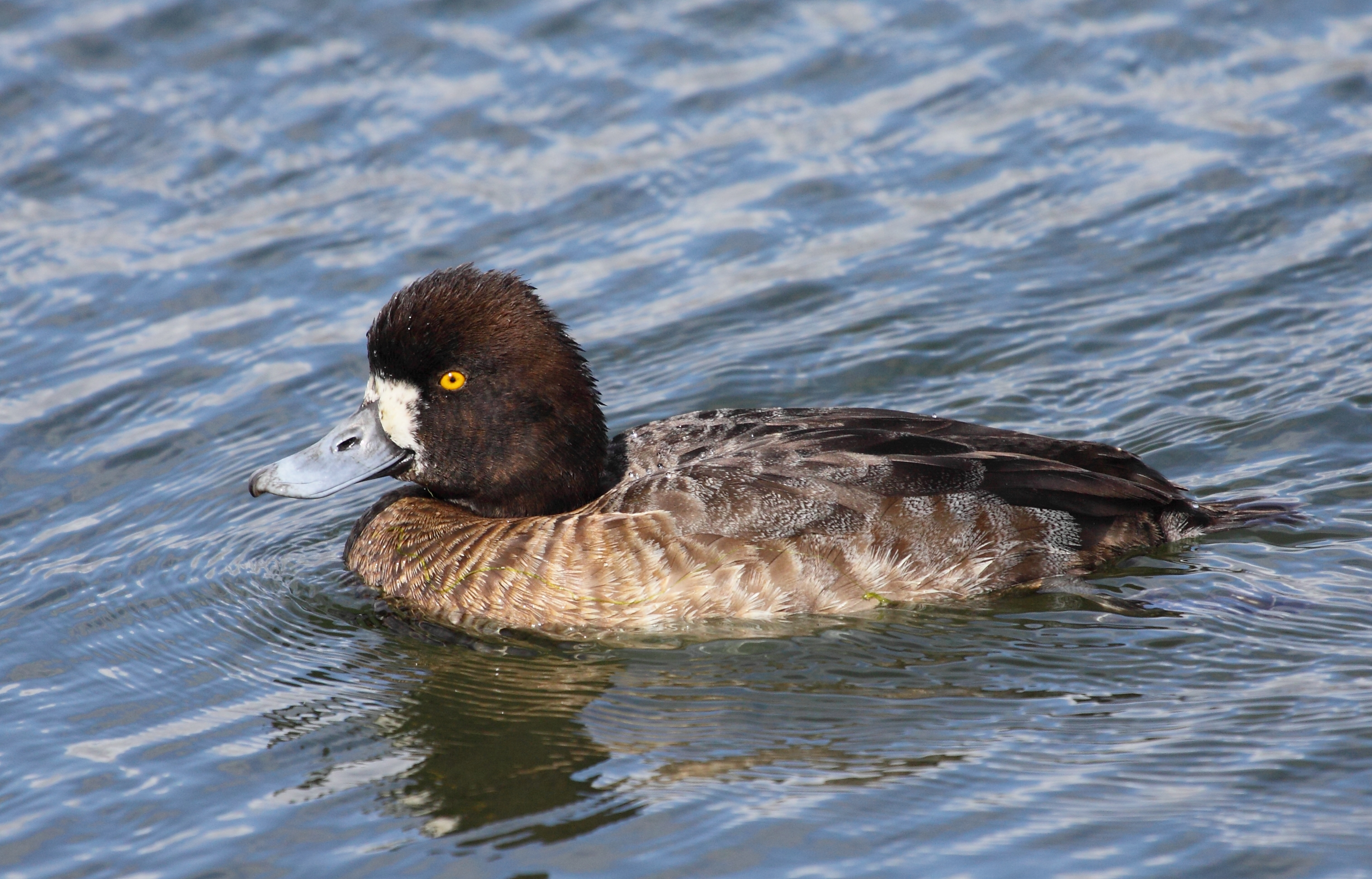
Las hembras de las dos subespecies de porrón bastardo tienen un aspecto indistinguible, y son similares a las del porrón moñudo y porrón bola.

Es una anátida de tamaño medio, mide de 42 a 51 cm y tiene una envergadura alar de entre 71 y 80 cm. Tiene la cabeza grande y redondeada. Su pico es gris azulado claro con una pequeña mancha negra en la punta. El macho adulto en plumaje reproductivo se identifica fácilmente, los demás plumajes son parecidos a los del porrón moñudo.
El macho en plumaje nupcial tiene la cabeza negra con reflejos verdes, también son negros su cuello, pecho y zona caudal. En cambio, su vientre y flancos son blancos. Sus alas y manto están finamente vermiculados en blanco y negro, dándole un aspecto gris de lejos. Además, presenta dos bandas alares blancas. En plumaje de eclipse es parecido pero con tonos más pardos y en ocasiones con una pequeña mancha de blanco en torno al pico.
La hembra es de un color pardo pálido, con flancos grisáceos claros, y el dorso de un gris algo más oscuro. Como característica más destacada en su aspecto tiene una gran zona blanca en torno al pico.
Los porrones bastardos tienen un aspecto muy similar a los porrones bola, con los que cohabitan en Norteamérica. Pueden diferenciarse principalmente por su tamaño, ya que los porrones bola son bastante más pequeños, aunque cuando no es posible una comparación directa es difícil calibrar la diferencia, pero en Norteamérica es posible encontrar a ambas especies juntas en las bandadas grandes. Las hembras, los juveniles y los machos en eclipse son difíciles de discriminar, ya que hay una gran superposición de tamaños entre las dos especies, aunque los porrones bastardos suelen ser notablemente más corpulentos. Las hembras y los inmaduros de porrón bastardo suelen tener alrededor de la base del pico una mancha blanca más pequeña, pero existe gran variación individual en este aspecto. Si están en vuelo, la diferencia más evidente es su espejuelo blanco que en los porrones bastardos se extiende por todas las plumas de vuelo, y en el caso del porrón bola se limita a las plumas secundarias.

## Distribución y hábitat

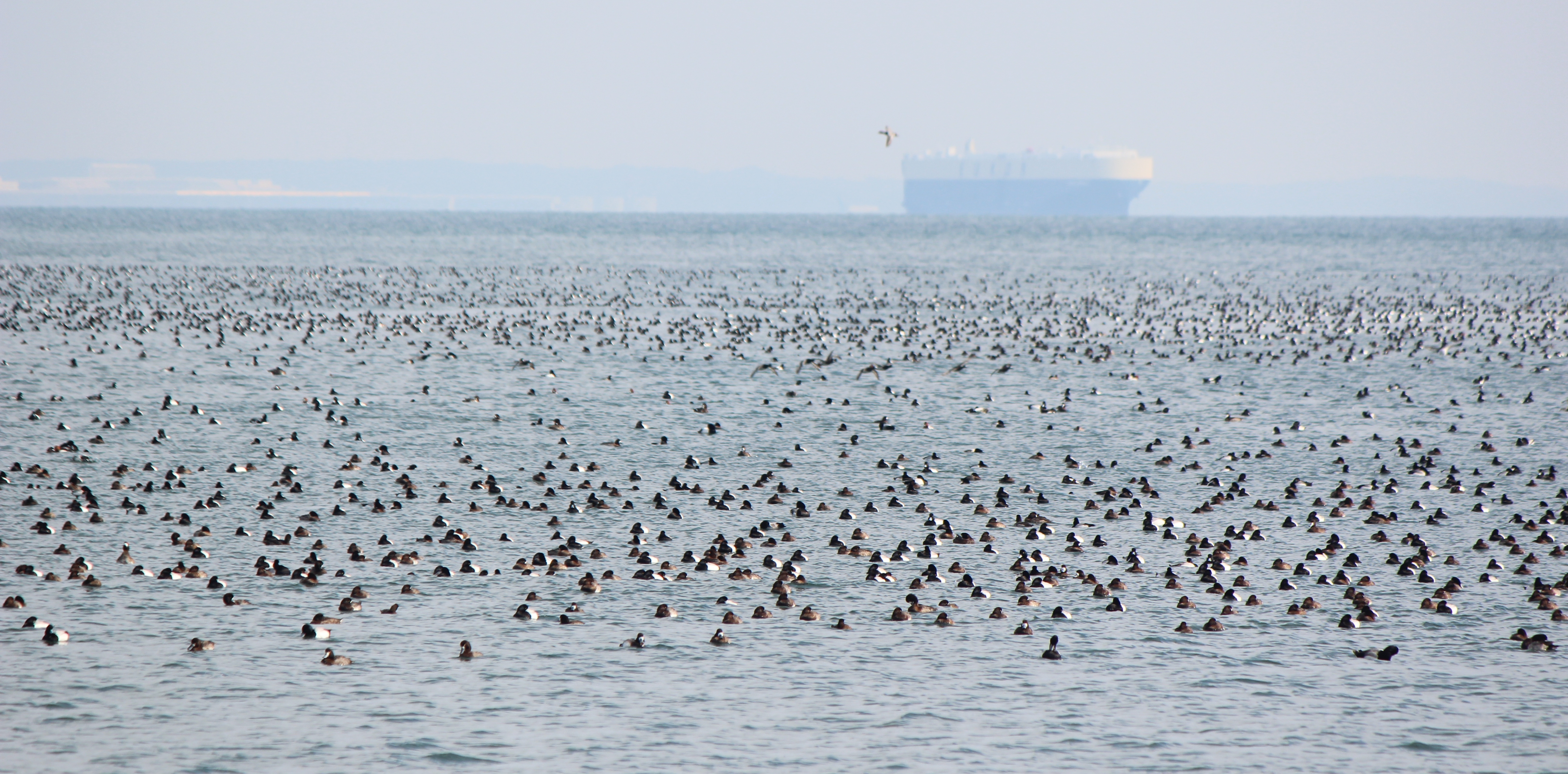
Son aves muy gregarias que se concentran en grandes bandadas como esta en la bahía Ise, Japón.

Es un ave de distribución holártica, que cría en las latitudes árticas de América del Norte, Europa y Asia, y migra al sur para pasar el invierno. Se estima que el 75 % de la población de Norteamérica se reproduce en Alaska. En época invernal ocupa las costas atlánticas de Europa occidental y la región mediterránea, llegando hasta el mar Caspio. También ocupa las costas de ambas orillas del Pacífico norte así como los humedales del interior de Estados Unidos.
Sus hábitats reproductivos son los lagos de la tundra, la taiga y los páramos árticos. Además, se encuentra en hábitats acuáticos, sobre todo en el mar, pero también en lagos de agua dulce y en charcas de montaña. En invierno se les puede ver en alta mar alimentándose.

## Comportamiento

### Alimentación
El porrón bastardo bucea para alcanzar el alimento que se come en la superficie. Se alimenta principalmente de moluscos, plantas acuáticas e insectos acuáticos. Además durante los meses de verano se alimenta de pequeños crustáceos. Hay algún registro de porrones bastardos que consiguieron tragar ranas de unos 5 cm. En los ecosistemas de agua dulce el porrón bastardo se alimenta de semillas, hojas, tallos y raíces de juncos, plantas acuáticas y algas. Gracias a su gran tamaño puede alcanzar hasta 6 metros de profundidad y mantenerse sumergido hasta un minuto, lo que le permite llegar a fuentes de alimento inalcanzables para otros patos buceadores.
Los porrones bastardos forman grandes bandadas, algunas de las cuales llegan a tener miles de individuos. Cuando las bandadas están en el agua se orientan en dirección contraria de la corriente, y como mientras flotan les empuja hacia atrás, los que se van rezagando vuelan al frente para recuperar posiciones.

### Reproducción

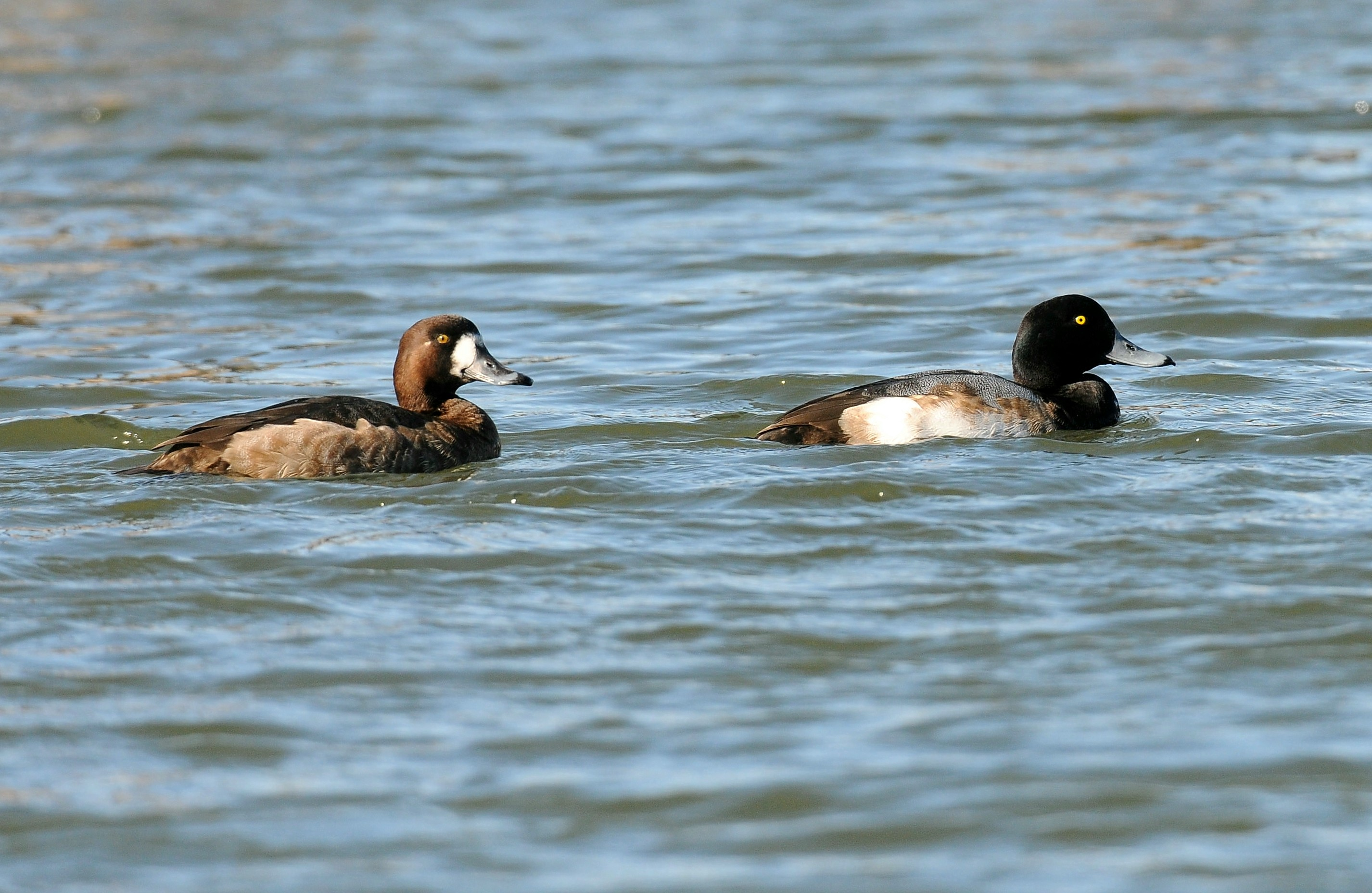
Los machos abandonan a las hembras tras la puesta, y se van a mudar el plumaje.

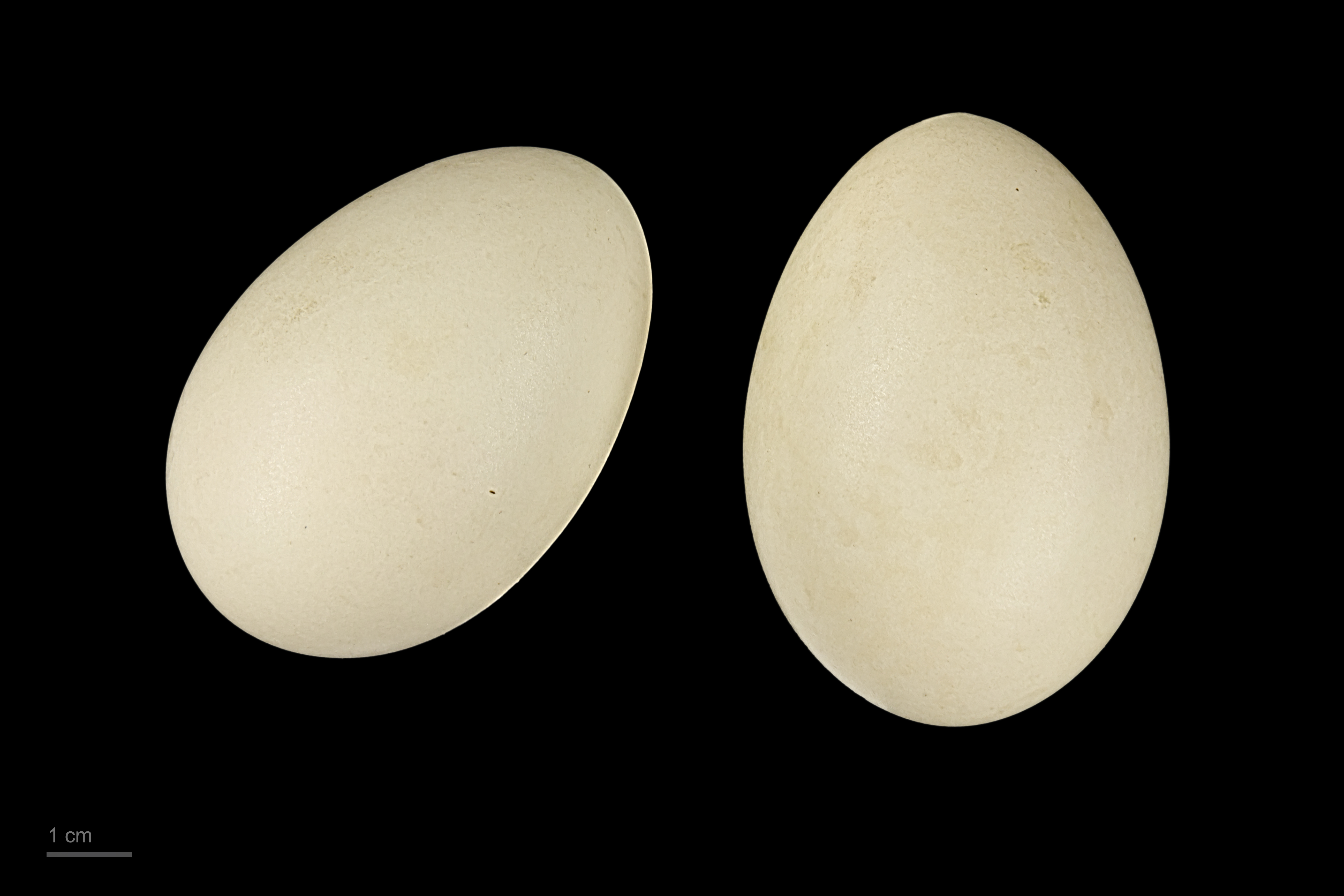
Aythya marila - MHNT

El porrón bastardo cría en la tundra y la taiga. Generalmente anida en las islas de los grandes lagos del norte. El porrón bastardo suele empezar a reproducirse cuando alcanza los dos años de edad, aunque puede anidar tras el primer año. Durante el cortejo, que tiene lugar a finales del invierno y principios de la primavera, el macho emite un silbido rápido y suave para llamar la atención de las hembras. La hembra en cambio emite sonidos agudos y roncos de tipo “arrr-arrr-arrr-arrr-arrr”. Realizan un cortejo complejo que termina con la formación de parejas monógamas. Las parejas anidan unas cerca de otras en grandes colonias, generalmente cerca del agua, en islas o a lo largo de la orilla, o bien en balsas de vegetación flotante. El nido consiste en una pequeña depresión hecha por la hembra y recubierta por su propio plumón. El macho abandona a la hembra tras la puesta, y se va junto a otros machos a mudar el plumaje en algún lago aislado. Estos lagos pueden estar cerca de los cuarteles de cría o a kilómetros de distancia. Los machos suelen usar el mismo lago cada año. Los lagos óptimos para la muda son poco profundos y con abundante comida y cubierta vegetal para esconderse. Las hembras suelen poner entre seis y nueve huevos de color verdoso, que incuba entre 24–28 días. Una nidada muy grande puede indicar que ha sufrido parasitismo de puesta de otros porrones bastardos o incluso de otras especies de patos. Los recién nacidos están totalmente cubiertos por plumón y son capaces de andar, nadar y alimentarse por sí mismos, aunque tardarán en desarrollarse para poder volar unos 40–45 días. Durante este periodo los polluelos siguen a su madre que les protege de los depredadores y les enseña donde alimentarse.

## Estado de conservación
No se considera amenazada y su población mundial se estima entre 1 100 000 y 1 400 000 ejemplares.